# Ineta Radevičová
Ineta Radevičová (lotyšsky Ineta Radēviča; * 13. července 1981, Krāslava) je lotyšská atletka, jejíž specializací je skok daleký a trojskok.

## Kariéra
V roce 1999 se zúčastnila juniorského mistrovství Evropy, které se konalo v lotyšské Rize. Ve skoku dalekém však v kvalifikaci obsadila poslední místo. Kvalifikací neprošla také na MS juniorů 2000 v Santiago de Chile.
V roce 2003 vybojovala v polské Bydhošti dvě bronzové medaile na mistrovství Evropy do 23 let. V dálkařské části skočila 670 cm stejně jako Ruska Irina Simaginová, která však měla lepší druhý pokus a brala stříbro. Zlato vybojovala skokem dlouhým 686 cm Švédka Carolina Klüftová. V trojskoku skočila 14,04 metru.
O rok později reprezentovala na letních olympijských hrách v Athénách, kde nedokázala projít sítem kvalifikace v dálkařské i trojskokanské části. V roce 2005 skončila na halovém ME v Madridu v dálce na pátém místě. Páté místo vybojovala výkonem 654 cm rovněž na halovém MS 2006 v Moskvě. O rok později skončila na halovém mistrovství Evropy v Birminghamu na osmém místě. V roce 2008 se na halovém MS ve Valencii umístila ve finále na šestém místě.
Největší úspěch své kariéry zaznamenala v roce 2010 na ME v atletice v Barceloně, kde vybojovala v novém osobním rekordu 692 cm zlatou medaili ve skoku dalekém. Do stejné vzdálenosti skočila také Portugalka Naide Gomesová, která však měla druhý horší pokus a skončila stříbrná. Bronz vybojovala Ruska Olga Kučerenková za 684 cm.
Na Mistrovství světa v atletice 2011 v jihokorejském Tegu skončila s výkonem 676 cm bronzová, když zaostala za zlatou Američankou Brittney Reeseovou o 6 cm a stříbrnou Olgou Kučerenkovou o 1 cm.